# Pyramide de Zaouiet el-Meïtin
La pyramide de Zaouiet el-Meïtin est une pyramide provinciale située à Zaouiet el-Meïtin en Égypte.
Cette pyramide, située en Moyenne-Égypte, est la seule pyramide connue à avoir été érigée sur la rive est du Nil.

## Dimensions
- base : 22,40 mètres ;
- Hauteur actuelle : 4,75 mètres ;
- Inclinaison des gradins : 80° ;
- nombre de degrés : 3-4 ;